# Victor Emil Janssen
Victor Emil Janssen (Amburgo, 1807 – 1845) è stato un pittore tedesco.

## Biografia
Il suo percorso di studi e di formazione culminò con le lezioni di Peter Cornelius all'Accademia delle belle arti di Monaco di Baviera.
Durante il suo soggiorno romano, dal 1833 al 1835, conobbe il gruppo artistico romantico dei Nazareni.
Rientrato in patria, diventò il caposcuola dei Nazareni di Amburgo, lavorando soprattutto negli affreschi e nella ritrattistica.
Janssen si mise in evidenza per una mescolanza di elementi romantici e classicheggianti, oltreché per un pregevole uso del colore ed una caratterizzazione paesaggistica emozionante.
Lo stile di Janssen fu influenzato dai lavori di Philipp Otto Runge e di Joseph Anton Koch.
Tra le sue opere si ricorda Il Buon Pastore del 1835.